# Włoski Narodowy Komitet Olimpijski

Comitato Olimpico Nazionale Italiano

Włoski Komitet Olimpijski (wł. Comitato Olimpico Nazionale Italiano), CONI – organizacja sportowa koordynująca włoskie organizacje sportowe, funkcjonująca jako Narodowy Komitet Olimpijski Włoch oraz Narodowy Komitet Paraolimpijski Włoch.
Komitet zrzesza 93 organizacje sportowe, wliczając w to 45 sportowych federacji, 16 stowarzyszeń sportowych, 12 organizacji promujących sport, jedną sportową federację regionalną oraz 19 organizacji zajmujących się rozwojem sportu.
Między 1896 a 1914 Włochy nie posiadały narodowego komitetu olimpijskiego, mimo startu w tych latach na igrzyskach. Komitet powstał w 1914 roku, zaś MKOl zatwierdził go rok później.
Włoski Komitet Olimpijski zajmował się organizacją następujących igrzysk:
- Letnie Igrzyska Olimpijskie 1960 w Rzymie
- Zimowe Igrzyska Olimpijskie 1956 w Cortinie d’Ampezzo
- Zimowe Igrzyska Olimpijskie 2006 w Turynie